# Bela Adamović Čepinski
Bela pl. Adamović Čepinski (Čepin, 15. rujna 1856. − Osijek, 28. veljače 1934.), hrvatski skladatelj i političar i agronom Iz hrvatske plemićke obitelji Adamovića Čepinskih.

## Životopis
Rodio se je u Čepinu. Završio za agronoma. Škole je završio u Osijeku i Beču, na Visokoj školi za kulturu tla. Glazbenu izobrazbu stekao je kod I. N. Hummela i D. Hercoga u Osijeku te u Beču kod H. Grädenera i C. Frühlinga (harmonija, kontrapunkt, instrumentacija) u Beču. Obnašao je položaj narodnog zastupnika i izaslanika u Hrvatsko-ugarskom saboru. Cijeli život skladao je glazbu: orkestralna (Andante religioso, 1893.; Adagio, 1896.; Jubilarna koračnica), glazbeno-scenska i vokalno-instrumentalna djela te solo pjesme (oko 40, djelomice na vlastite tekstove). Napisao je prvi hrvatski balet Jela (praizvedba, HNK, Zagreb, 1898.). Umro je u Osijeku.